# Andrzej Bobkowski
Andrzej Bobkowski (* 27. Oktober 1913 in Wiener Neustadt, Österreich-Ungarn; † 26. Juni 1961 in Guatemala) war ein polnischer Schriftsteller und Essayist.

## Biographie
Andrzej Bobkowski wurde 1913 als Sohn des österreich-ungarischen Berufssoldaten und späteren polnischen Armeegenerals Henryk Bobkowski und seiner Frau Wanda geboren. Der Beruf des Vaters führte zu häufigen Wohnortwechseln. Von 1924 bis 1926 besuchte Bobkowski das Gymnasium in Toruń, später beendete er am Bartłomiej-Nowodworski-Gymnasium in Krakau seine Schulzeit. Hier lernte er auch seine spätere Frau Barbara kennen. 1933 begann er an der Szkoła Główna Handlowa w Warszawie (SGH) zu studieren. Nach Abschluss seiner Studien arbeitete in einem Bergbauunternehmen in Kattowitz.
Im März 1939 emigrierte er mit seiner Frau nach Frankreich, wo er eine kurze Zeit in Châtillon bei Paris lebte. Er hielt bereits ein Visum für Buenos Aires in Händen, um in der polnischen Handelsniederlassung für Eisenerz zu wirken, als die deutschen Truppen Frankreich überfielen. So blieb er in verschiedenen Funktionen in der Wirtschaft tätig, musste in einer Munitionsfabrik arbeiten, vertrat die Interessen polnischer Arbeiter, zog durch Frankreich und löste schließlich die Fabrik auf. Nach Kriegsende versuchte er in verschiedenen Feldern zu arbeiten, unter anderem im YMCA und in einem polnischen Buchladen. So geriet er in die Kreise der Herausgeber der polnischen Exilzeitschrift Kultura, befreundete sich mit Andrzej Chciuk und Józef Czapski. Am 25. Juni 1948 emigrierte er mit seiner Frau nach Guatemala, wo er sich mit Modellflugzeugen zu beschäftigen begann. Zur Emigration hatte ihn seine Sicht vom Untergang Europas bewegt, das die Werte aufgegeben habe, die seinen Aufstieg ermöglicht hatten. 1957 erkrankte er an einem Hirntumor, 1961 verstarb er hieran. Seine Frau ordnete in den folgenden Jahren den schriftlichen Nachlass und sandte ihn nach Maisons Laffitte zum Verlag Instytut Literacki von Jerzy Giedroyc.

## Werk
Bereits zu Studienzeiten veröffentlichte Bobkowski eine kurze Humoreske. Mit Chciuk den Rundbrief Razem Młodzi Przyjaciele redigierend, veröffentlichte er in der ersten Ausgabe von Kultura, die sein Freund Jerzy Giedoryc herausgab, seinen Essay Nekyja. Bis Anfang der 1950er Jahre veröffentlichte er außerdem in verschiedenen polnischen Zeitungen von London (Wiadomości) bis Krakau (Tygodnik Powszechny u. a.). 1957 veröffentlichte er in Kultura seine ausführlichen Tagebuchnotizen aus dem besetzten Frankreich. Sie erzählen von dem listig-schelmischen Sichdurchschlagen – oft auf dem Fahrrad – in chaotischen Kriegszeiten und der Selbstbehauptung des Privaten in Zeiten uniformierender Diktatur. Es folgten eine Erzählung, Der Fall, und ein Theaterstück, Schwarzer Sand. Nach dem Zusammenbruch des Ostblocks erschienen unter anderem verschiedene Briefwechsel mit den wichtigen polnischen Exil-Schriftstellern.
Bobkowski zeigt sich in seinem Œuvre als ein großer Verfechter des Individualismus und Kritiker jeglichen Kollektivismus, was in den Gründungsjahren der Dritten Polnischen Republik auf großes Interesse stieß und weiterhin aktuell bleibt.

## Veröffentlichungen
- Szkice piórkiem (Francja 1940–1944). Biblioteka „Kultury“; 22,2, Paris, 1957 = London 1985 = Warszawa, Towarzystwo Opieki nad Archiwum Instytutu Literackiego w Paryżu: Wydawn. CiS, 1995, ISBN 83-86907-00-2.
  - En guerre et en paix: journal 1940–1944, traduit du polonais par Laurence Dyèvre. Éd. Noir sur blanc, Paris 1991, ISBN 2-88250-023-8.
  - Wehmut? Wonach zum Teufel? Tagebücher aus Frankreich. Band I, 1940/41. Aus dem Polnischen von Martin Pollack. Rospo Verlag, Hamburg 2000, ISBN 3-930325-30-6.
- Coco de Oro. Szkice i opowiadania. (= Biblioteka Kultury. 194). Instytut Literacki, Paris 1970 = Officyna Liberałów, Warszawa, 1989 = Wyd. UMCS, Lublin 1998, ISBN 83-227-1171-9.
- Opowiadania i szkice. Oficyna wydawnicza Interim, Warszawa 1994, ISBN 83-85083-34-0.
- Jerzy Giedroyć – Andrzej Bobkowski Listy 1946–1961. Czytelnik, Warszawa 1997, ISBN 83-07-02491-9.
- Spadek. Wydawn. Uniwersytetu Marii Curie-Skłodowskiej, Lublin 1997, ISBN 83-227-1025-9.
- Potłuczona mozaika: Andrzeja Bobkowskiego myśli o epoce. Towarzystwo opieki nad archiwum Instytutu Literackiego w Paryżu: Wydawn, Uniwersytetu Marii Curie-Skłodowskiej, Lublin 2002, ISBN 83-227-1913-2.
- Przysiągłem sobie, że jeśli umrę, to nie w tłumie: Korespondencja z Anielą Mieczysławską 1951–1961. Wałbrzych, Wyd. Ruta, 2003, ISBN 83-89267-20-9.
- Listy do Tymona Terleckiego: 1956–1961. Więź, Warszawa 2006, ISBN 83-60356-12-2.
- Z dziennika podróży. Więź, Warszawa 2006, ISBN 83-62610-44-1.
  - Notes de voyage d’un Cosmopolonais. traduit du polonais par Laurence Dyèvre, Éd. Noir sur blanc, Paris 2014, ISBN 978-2-88250-368-8.
- Zmierzch: i inne opowiadania. Więź, Warszawa 2007, ISBN 978-83-60356-30-2.
- Punkt równowagi. Wydawnictwo literackie, Kraków 2008, ISBN 978-83-08-04075-1.
- Listy z Gwatemali do matki. Twój Styl, Warszawa 2008, ISBN 978-83-7163-494-9.
- Ikkos i Sotion oraz inne szkice. Więź, Warszawa 2009, ISBN 978-83-60356-34-0.
- Tobie zapisuję Europę: Listy do Jarosława Iwaszkiewicza. Więź, Warszawa 2009, ISBN 978-83-60356-71-5.
- Andrzej Bobkowski – Aniela Mieczysławska, Listy 1951–1961. Więź, Warszawa 2010, ISBN 978-83-60356-91-3.
- Listy do Aleksandra Bobkowskiego 1940–1961. Więź, Warszawa, 2013, ISBN 978-83-62610-43-3.
- Hinter dem Wendekreis – Erzählung vom Abschied aus Europa, Die Andere Bibliothek (Band 458), Berlin, 2023. Ausgewählt und aus dem Polnischen übersetzt von Ron Mieczkowski, mit einem Nachruf von Józef Czapski [Texte aus Coco de Oro, Z dziennika podróży und Zmierzch], ISBN 978-3-8477-0458-4.[1]

## Einzelnachweis
1. ↑  Mit Andrzej Bobkowski die Sehnsucht nach der Welt entdecken. Abgerufen am 7. Dezember 2024 (österreichisches Deutsch).

| Personendaten    | Personendaten                          |
| ---------------- | -------------------------------------- |
| NAME             | Bobkowski, Andrzej                     |
| KURZBESCHREIBUNG | polnischer Schriftsteller und Essayist |
| GEBURTSDATUM     | 27. Oktober 1913                       |
| GEBURTSORT       | Wiener Neustadt                        |
| STERBEDATUM      | 26. Juni 1961                          |
| STERBEORT        | Guatemala                              |